# 501st Combat Support Wing
La 501st Combat Support Wing (en français : « 501e escadre de soutien au combat ») est une escadre administrative de la United States Air Force. Il s'agit de l'une des trois unités situées au Royaume-Uni qui font partie de la Third Air Force et de l'United State Air Forces in Europe (USAFE).

## Historique

### Fondation et première missions
Cette escadre prend différents noms au fil de son histoire. La 501st Combat Support Wing est d'abord appelée 501st Bombing Group (501 BG, en français : « 501e groupe de bombardement »).   
Cette unité est créée officiellement le 25 mai 1944 et mise en place sur le terrain le 1er juin 1944 au Dalhart Army Airfield, situé au Texas. L'unité déménage au Harvard Army Air Field le 22 août et commence à s'entraîner avec le B-29B, équipé du radar APQ-7 Eagle pour améliorer la précision des bombardements à haute altitude, par tous les temps. Avec les trois autres groupes du 315th Bomb Wing (en français : « 315e escadre de bombardement »), sa mission est d'achever la destruction des raffineries japonaises ainsi que les réseaux de distribution et de stockage du pétrole. Déployés en avril 1945 sur de nouveaux aérodromes construits à Guam, les équipages effectuent 15 missions de combat avant la fin de la guerre, obtenant une Distinguished Unit Citation pour leurs attaques contre des infrastructures pétrolières japonaises dans les derniers jours de la Seconde Guerre mondiale. Les équipages du 501 BG effectuent ensuite de nombreuses missions de largage de nourriture et de fournitures pour les prisonniers alliés dans les camps de prisonniers de guerre au Japon, en Corée, en Mandchourie et en Chine. Le 501 BG est retiré du service le 10 juin 1946.  

### 701st Tactical Missile Wing
La 701st Tactical Missile Wing (701 TMW, en français : « 701e escadre de missiles tactiques ») est créée le 3 août 1956 et mise en service le 15 septembre 1956 à la base aérienne de Hahn, en Allemagne. La première escadre tactique de missile de l'US Air Force remplace le 7382nd Guided Missile Group (en français : « 7382e groupe de missiles guidés » et contrôle trois groupes de missiles tactiques, chacun avec des escadrons de missiles TM-61C. À son tour, l'escadre est retirée du service le 18 juin 1958 et remplacée par la 38th Tactical Missile Wing (en français : « 38e escadre de missiles tactiques »).  

### 501st Tactical Missile Wing
L'unité est renommée en 501st Tactical Missile Wing (501 TMW, en français : « 501e escadre de missiles tactiques ») le 11 janvier 1982 et mise en service le 1er juillet 1982, à RAF Greenham Common, en Angleterre, pour exploiter le BGM-109G Gryphon, missile de croisière lancé depuis le sol (ground-launched cruise missiles, GLCM). La 501 TMW est retirée du service le 31 mai 1991, après la ratification du traité sur les forces nucléaires à portée intermédiaire.   

### 501st Combat Support Wing
L'unité est rebaptisée 501st Combat Support Wing (en français : « 501e escadre de soutien au combat ») le 22 mars 2005 et mise en service le 12 mai 2005 sur la base de RAF Mildenhall, en Angleterre, pour gérer et soutenir des unités, installations et activités de l'USAF au Royaume-Uni. Le 1er mai 2007, elle déménage, prenant ses quartiers sur le terrain de RAF Alconbury.  
L'unité supervise et soutient quatre brigades, exploitant un total de onze installations au Royaume-Uni et en Norvège : le 420th Air Base Group de Fairford et RAF Welford ; le 421st Air Base Group à RAF Menwith Hill ; le 422nd Air Base Group à RAF Croughton ; et le 423rd Air Base Group à RAF Alconbury, comprenant les terrains de RAF Molesworth, RAF Upwood et la Sola Air Station (ce que l'USAF appelle Stavanger Air Base) en Norvège. La 501st CSW sert également d'interlocuteur administratif pour l'OTAN au Royaume-Uni.  
Au total, la 501st CSW compte près de 2 600 employés militaires et civils américains. 117 personnels militaires britanniques travaillent également pour l'escadron, ainsi que plus de 180 employés provenant du Ministry of Defence Police et des écoles de défense. Des membres de la famille et retraités de l'escadron résident au Royaume-Uni.  

### Limogeage du commandant Steele
Un problème de commandement a lieu au cours des années 2007 et 2008. Le commandant du 423rd Air Base Group, le colonel Robert G. Steele, est démis de ses fonctions le 18 janvier 2008 par le commandant de la 501e escadre après avoir passé seulement six mois en fonction. Le colonel Kimberly Toney explique avoir perdu confiance dans sa capacité à diriger le groupe. Aucune accusation officielle n'est portée contre le colonel Steele. 
Le commandant de groupe de la RAF Croughton, le colonel John Jordan, est amené à commander le groupe à RAF Alconbury. Le commandant de la 501st CSW reconnaît que la période était un « défi douloureux » et fait une déclaration dans une interview au journal Stars and Stripes, indiquant que les membres du 423rd ABG « se blâment » pour le limogeage de Steele.

## Commandement
- Capitaine Harry L. Young, 27 juin 1944
- Lieutenant colonel Arch G. Campbell, Jr., 6 juillet 1944
- Colonel Boyd Hubbard, Jr., 11 août 1944
- Colonel Vincent M. Miles, Jr., 15 avril - 20 mai 1946
- Non occupé, 21 mai - 10 juin 1946
- Lieutenant colonel Robert F. Zachmann, 15 septembre 1956
- Colonel Theodore H. Runyon, 7 janvier 1957 - 18 juin 1958
- Colonel Robert M. Thompson, 1er juillet 1982
- Colonel John Bacs, 25 janvier 1985
- Colonel William E. Jones, 2 juin 1987
- Colonel Richard P. Riddick, 21 juillet 1988
- Colonel Wendell S. Brande, 7 janvier - 31 mai 1991
- Colonel Blake F. Lindner, 12 mai 2005
- Colonel Kimberly K. Toney, 21 juin 2007

## Décorations et honneurs
- Distinguished Unit Citation (Japon, 6-13 juillet 1945)
- Asiatic-Pacific Campaign Streamers : offensive aérienne, Est du Japon, Pacifique occidental
- Air Force Outstanding Unit Award : 15 septembre 1956 - 30 avril 1958, 1er juillet 1982 - 30 juin 1984, 1er juillet 1987 - 31 mai 1989, 1er juin 1989 - 31 mai 1991